# Rankus
Rankus (arab. رنكوس) – miasto w Syrii, w muhafazie Damaszek. W 2004 roku liczyło 7717 mieszkańców.